# Nipponojonesia
Nipponojonesia is een geslacht van uitgestorven kreeftachtigen uit de klasse van de Ostracoda (mosselkreeftjes).

## Soort
- Nipponojonesia frydli (Yajima, 1982) Schornikov, 1990 †